# Часлав (Любуське воєводство)
Часлав (пол. Czasław, нім. Heydau) — село в Польщі, у гміні Отинь Новосольського повіту Любуського воєводства.
Населення — 145 осіб (2011).
У 1975-1998 роках село належало до Зеленогурського воєводства.

## Демографія
Демографічна структура станом на 31 березня 2011 року:
|          | Загалом | Допрацездатний вік | Працездатний вік | Постпрацездатний вік |
| -------- | ------- | ------------------ | ---------------- | -------------------- |
| Чоловіки | 74      | 20                 | 48               | 6                    |
| Жінки    | 71      | 16                 | 43               | 12                   |
| Разом    | 145     | 36                 | 91               | 18                   |